# Dylan Cretin
Dylan Cretin (Francia, 4 de mayo de 1997) es un jugador profesional francés de rugby que se desempeña en la posición de ala cerrado en Lyon Olympique, equipo perteneciente a la liga Top 14.

## Carrera
Cretin es un jugador de formación francesa (JIFF). Comenzó su carrera deportiva con el equipo RC Annemasse, en el cual jugó ocho temporadas (2004-2012), después pasó a Lyon Olympique, donde lleva jugando doce temporadas.